# Shin Min-ah
Shin Min-ah (Hangul: 신민아, tên khai sinh: Yang Min-a, sinh ngày 5 tháng 4 năm 1984) là một nữ diễn viên người Hàn Quốc. Cô được biết đến với vai diễn trong một số bộ phim truyền hình như A Love to Kill (2005), Bạn gái tôi là Hồ ly (2010) và Điệu Cha-Cha-Cha Làng Biển (2021),...

## Sự nghiệp
Shin Min Ah bắt đầu sự nghiệp của mình là người mẫu cho các tạp chí tuổi teen Kiki vào năm 1998, sau đó xuất hiện trong nhiều video ca nhạc K-pop boyband, cho đến khi bước vào con đường diễn xuất vào năm 2001. Cô diễn viên mới nhanh chóng trở thành ngôi sao, thông qua các trường trung học võ thuật hài Volcano High với Jang Hyuk,  và sự lãng mạn ở đại học Madeleine với Jo In-sung. Cô đảm nhận một vai phụ trong bộ phim của Kim Ji-woon,  A Bittersweet Life, sự tái hợp của cô với trong Beautiful Days với bạn diễn -  ngôi sao Lee Byung Hun. Tiếp theo đó là vai chính trong các bộ phim tình cảm A Love to Kill với Fox Rain, bộ phim hài lãng mạn The Beast và cặp đôi đẹp với Ryu Seung-bum và các phim tâm lý The Devil với Uhm Tae Wng và Joo Ji-hoon.
Giai đoạn 1999 - 2000, Shin Min Ah được mời đóng quảng cáo và minh họa MV của huyền thoại Lee Seung-hwan - chồng cũ của diễn viên Park Chae-rim, ca sĩ Lê Minh hay giọng ca danh tiếng Jo Sung-mo. Cô trở thành "nàng thơ" của nhóm nhạc thần tượng được yêu mến nhất thập niên 1990 - G.O.D - khi xuất hiện trong 5 MV đình đám của nhóm. Các ca sĩ từng hợp tác đánh giá cao nét đẹp của người mẫu trẻ.
Lúc Shin Min Ah được hai mươi tuổi, cô cho thấy sự trưởng thành hơn trong sự lựa chọn của các vai diễn. Như hợp tác với một ca sĩ counterculture sexy trong Go Go 70s, một người vợ không chung thủy trong The Naked Kitchen, và một người phụ nữ trẻ hoài nghi tìm kiếm cha cô trong Sisters on the Road. Nhưng Min Ah chỉ trở nên nổi tiếng với những vai diễn kinh dị siêu nhiên: hóa thân thành nàng cáo Gu Mi Ho can đảm vô tội trong rom-com Bạn gái tôi là Hồ ly (2010) và ma nữ dễ thương Arang trong Arang Sử đạo truyện (2012).
Vai chính trong phim hài tình cảm "Bạn gái tôi là hồ ly" năm 2010 giúp cô thêm nổi tiếng. Trong phim, cô vào vai Gumiho - hồ ly chín đuôi - bị phong ấn trong bức tranh cổ suốt 500 năm. Khi được Kang Dae Woong (Lee Seung-gi đóng) cứu thoát, Gumiho biến thành cô gái xinh đẹp, bám theo anh mọi lúc, mọi nơi. Shin Min Ah và đàn em kém ba tuổi đoạt giải "Cặp tình nhân đẹp nhất" tại SBS Drama Awards nhờ diễn xuất ăn ý.
Sau khi xuất hiện trong The X, một bộ phim ngắn 2013, bộ phim kinh dị của đạo diễn Kim Ji Woon, Shin Min-ah trở lại màn ảnh rộng vào năm 2014 tại Gyeongju, một phim nghệ thuật lãng mạn nội tâm cùng Park Hae Il. điều này đã được tiếp theo bởi bộ phim hài lãng mạn My Love, cô dâu của tôi, trong đó cô và Jo Jung Suk đóng vai một cặp vợ chồng mới kết hôn; đó là một phiên bản làm lại của hit cùng tên năm 1990 với diễn xuất của Choi Jin-sil và Park Jung-hoon.
Năm 2015, Shin và So Ji-sub đã tham gia loạt phim hài lãng mạn Nữ thần của tôi. Đối với nhân vật của mình, một luật sư thừa cân, Shin đã trải qua một buổi trang điểm / phục hình kéo dài ba giờ mỗi lần chụp.
Năm 2016, Shin tham gia cùng Lee Je-hoon trong bộ phim tình cảm giả tưởng, Tomorrow, With You, miêu tả một nhiếp ảnh gia nghiệp dư 30 tuổi, người phát hiện ra rằng một nửa tốt hơn của mình có thể du hành thời gian. Bộ phim được sản xuất hoàn chỉnh và công chiếu vào tháng 2 năm 2017.
Năm 2018, Shin được chọn tham gia bộ phim bí ẩn Diva, vào vai một thợ lặn bị mất trí nhớ sau một tai nạn.
Năm 2019, Shin được chọn tham gia bộ phim chính trị Tham mưu trưởng đối diện Lee Jung-jae; như một luật sư trở thành chính trị gia. và dự án của Noh Hee-kyung Here, cô sẽ tái hợp với Lee Byung-hun.
Năm 2021, Shin tham gia vào bộ phim Hometown-Cha-Cha-Cha cùng với Kim Seon-ho. Trở thành một Yoon Hye Jin ấm áp, chân thành, thành công và xinh đẹp, từ bỏ công việc và mức lương đáng ngưỡng mộ để đến Gongjin mở phòng khám nha. Bộ phim được cả Hàn Quốc và Quốc tế yêu mến, đạt tỷ suất cao nhất lên tới 13.322% và là một trong những bộ phim đạt tỷ suất cao nhất trong lịch sử đài cáp của Hàn. Đến hết tuần thứ hai tháng 12 năm 2021, Bộ phim vẫn tiếp tục xếp Top 15 tuần liên tiếp trên Netflix. Bên cạnh đó, Shin Min A là một trong 10 nghệ sĩ tỏa sáng nhất năm 2021, xếp vị trí thứ hai với 7,3% số phiếu trong cuộc bình chọn được thực hiện bởi Gallup.co.kr
Năm 2022, Shin tham gia vào dự án hội tụ toàn sao đình đám Our Blues (của biên kịch Noh Hee Kyung, đạo điễn Kim Tae Gyu), cùng với Lee Byung Hun, Kim Woo Bin, Han Ji Min, Uhm Jung Hwa, Lee Jung Eun,...

## Cuộc sống cá nhân
Ngày 22 tháng 7 năm 2015, Shin Min Ah công khai hẹn hò với nam diễn viên, người mẫu Kim Woo-bin.

## Danh sách phim

### Phim điện ảnh
| Năm  | Tên phim                 | Vai diễn            |
| ---- | ------------------------ | ------------------- |
| 2001 | Volcano High             | Yoo Chae-yi         |
| 2003 | Madeleine                | Hee-jin             |
| 2005 | A Bittersweet Life       | Hee-soo             |
| 2005 | Sad Movie                | Ahn Su-eun          |
| 2005 | The Beast and the Beauty | Jang Hae-ju         |
| 2007 | My Mighty Princess       | Kang So-hwi/Ok-soon |
| 2008 | Go Go 70s                | Mimi                |
| 2009 | The Naked Kitchen        | Ahn Mo-rae          |
| 2009 | Sisters on the Road      | Park Myung-eun      |
| 2009 | A Million                | Jo Yoo-jin          |
| 2013 | The X                    | Mia                 |
| 2014 | Gyeongju                 | Gong Yoon-hee       |
| 2014 | My Love, My Bride        | Mi-young            |
| 2016 | A Quiet Dream            | Min-ah (cameo)      |
| 2020 | Diva                     | Lee Young           |

### Phim truyền hình
| Năm  | Tên                        | Vai diễn          | Đài  |
| ---- | -------------------------- | ----------------- | ---- |
| 2001 | Beautiful Days             | Lee Min-ji        | SBS  |
| 2003 | Punch                      | Jang Yoo-bin      | SBS  |
| 2005 | A Love to Kill             | Cha Eun-seok      | KBS2 |
| 2007 | The Devil                  | Seo Hae-in        | KBS2 |
| 2010 | Bạn gái tôi là Hồ ly       | Gu-Mi-ho          | SBS  |
| 2012 | Arang Sử đạo truyện        | Arang/Lee Seo-rim | MBC  |
| 2015 | Nữ thần của tôi            | Kang Joo-eun      | KBS2 |
| 2017 | Tomorrow With You          | Song Ma-rin       | tvN  |
| 2019 | Chief of Staff             | Kang Seon Young   | JTBC |
| 2021 | Điệu Cha-Cha-Cha Làng Biển | Yoon Hye-Jin      | tvN  |
| 2022 | Blues nơi đảo xanh         | Min Seon-ah       | tvN  |

### Music video
| Năm  | Tiêu Đề Bài Hát        | Nghệ sĩ                                          |
| ---- | ---------------------- | ------------------------------------------------ |
| 1999 | "A Request"            | Lee Seung-hwan                                   |
| 1999 | "Eyes Want to Travel"  | Leon Lai                                         |
| 1999 | "Love and Remembrance" | g.o.d                                            |
| 2000 | "Since You Left Me"    | g.o.d                                            |
| 2000 | "Do You Know?"         | Jo Sung-mo                                       |
| 2001 | "With Coffee"          | Brown Eyes                                       |
| 2001 | "I Love You"           | Cha Tae-hyun                                     |
| 2001 | "Sad Love"             | g.o.d                                            |
| 2001 | "A Fool"               | g.o.d                                            |
| 2001 | "You Just Don't Know"  | g.o.d                                            |
| 2008 | "Summer Day"           | You Hee-yeol feat. Shin Jae-pyung of Peppertones |
| 2008 | "My Happy Day"         | You Hee-yeol feat. Shin Min-a                    |
| 2009 | "Miracle Blue"         | Loveholics feat. Shin Min-a                      |

## Danh sách đĩa hát
| Năm  | Tiêu Đề Bài Hát      | Từ Album                               |
| ---- | -------------------- | -------------------------------------- |
| 2003 | "Oppa, I Love You"   | Punch OST                              |
| 2003 | "Pray for Yoo-bin"   | Punch OST                              |
| 2008 | "My Happy Day"       | You Hee-yeol - Summer Days             |
| 2008 | "Night Train"        | Go Go 70s OST                          |
| 2009 | "A Year Later"       | The Naked Kitchen OST                  |
| 2009 | "Miracle Blue"       | Loveholics - In the Air                |
| 2010 | "Sha la la"          | My Girlfriend Is a Nine-Tailed Fox OST |
| 2010 | "I Can Give You All" | My Girlfriend Is a Nine-Tailed Fox OST |
| 2012 | "Black Moon"         | Arang and the Magistrate OST           |

## Một số quảng cáo
| Năm  | Sản xuất          | Ghi chú                                   |
| ---- | ----------------- | ----------------------------------------- |
| 2008 | Maxim T.O.P       | Until 2012, with Won Bin                  |
| 2009 | Calvin Klein      | Until 2010                                |
| 2009 | Jinro Soju        | Until 2013                                |
| 2010 | LG Xnote          | Until 2012, with Hyun Bin & Song Joong-ki |
| 2010 | Vivien Bra        | Until 2011                                |
| 2011 | Giordano          | Until 2013, with So Ji Sub                |
| 2011 | Hera              | Until 2013                                |
| 2011 | LG 3D             |                                           |
| 2011 | SK Telecom 45 LTE | with Kim Soo Hyun                         |
| 2013 | Joinus            |                                           |

## Giải thưởng và đề cử
| Năm  | Giải thưởng                           | Hạng mục                                      | Đề cử                              | Kết quả   |
| ---- | ------------------------------------- | --------------------------------------------- | ---------------------------------- | --------- |
| 2003 | SBS Drama Awards                      | New Star Award                                | Punch                              | Đoạt giải |
| 2005 | KBS Drama Awards                      | Best New Actress                              | A Love to Kill                     |           |
| 2006 | Dior Timeless Beauty Award            | Recipient                                     | N/A                                | Đoạt giải |
| 2007 | KBS Drama Awards                      | Excellence Award, Actress in a Miniseries     | The Devil                          | Đề cử     |
| 2008 | 4th University Film Festival of Korea | Best Supporting Actress                       | Go Go 70s                          | Đoạt giải |
| 2008 | 6th Korean Film Awards                | Best Supporting Actress                       | Go Go 70s                          | Đề cử     |
| 2009 | 6th Max Movie Awards                  | Best Actress                                  | Go Go 70s                          | Đoạt giải |
| 2009 | 17th Chunsa Film Art Awards           | Best Actress                                  | Go Go 70s                          | Đoạt giải |
| 2009 | 2nd Style Icon Awards                 | Female Fashionista                            | N/A                                | Đoạt giải |
| 2009 | 3rd Mnet 20's Choice Awards           | Hot Fashionista                               | N/A                                | Đoạt giải |
| 2010 | Korean Advertisers Association Awards | Good Model Award                              | N/A                                | Đoạt giải |
| 2010 | 3rd Style Icon Awards                 | Style Icon Actress, TV category               | My Girlfriend Is a Nine-Tailed Fox | Đoạt giải |
| 2010 | SBS Drama Awards                      | Excellence Award, Actress in a Drama Special  | My Girlfriend Is a Nine-Tailed Fox | Đoạt giải |
| 2010 | SBS Drama Awards                      | Top 10 Stars                                  | My Girlfriend Is a Nine-Tailed Fox | Đoạt giải |
| 2010 | SBS Drama Awards                      | Best Couple with Lee Seung Gi                 | My Girlfriend Is a Nine-Tailed Fox | Đoạt giải |
| 2010 | 7th TVCF Awards                       | Best CF Model                                 | N/A                                | Đoạt giải |
| 2011 | 1st Cosmo Beauty Awards[22]           | Beauty Icon of the Year                       | N/A                                | Đoạt giải |
| 2011 | 45th Taxpayers' Day                   | Presidential Commendation                     | N/A                                | Đoạt giải |
| 2012 | MBC Drama Awards                      | Top Excellence Award, Actress in a Miniseries | Arang and the Magistrate           | Đề cử     |
| 2012 | MBC Drama Awards                      | Best Couple with Lee Jun Ki                   | Arang and the Magistrate           | Đoạt giải |
| 2015 | 2nd Wildflower Film Awards            | Best Actress                                  | Gyeongju                           | Đề cử     |
| 2015 | 2nd Wildflower Film Awards            | Special Jury Prize                            | Gyeongju                           | Đoạt giải |
| 2015 | 51st Baeksang Arts Awards             | Best Actress (Film)                           | Gyeongju                           | Đề cử     |
| 2015 | 51st Baeksang Arts Awards             | InStyle Fashionista Award                     | N/A                                | Đoạt giải |
| 2015 | KBS Drama Awards                      | Top Excellence Award, Actress                 | Oh My Venus                        | Đề cử     |
| 2015 | KBS Drama Awards                      | Excellence Award, Actress in a Miniseries     | Oh My Venus                        | Đoạt giải |
| 2015 | KBS Drama Awards                      | Best Couple with So Ji-sub                    | Oh My Venus                        | Đoạt giải |
| 2016 | 11th Seoul International Drama Awards | Outstanding Korean Actress                    | Oh My Venus                        |           |
| 2021 | 41st Blue Dragon Film Awards          | Best Leading Actress                          | Diva                               | Đề cử     |
| 2022 | APAN Star Award                       | Top Excellence Award, Actress in a Miniseries |                                    | Đoạt giải |

## Khác
| Tạp chí | Năm  | Hạng mục              | Ví trí |
| ------- | ---- | --------------------- | ------ |
| Forbes  | 2010 | Korea Power Celebrity | 28     |
| Forbes  | 2011 | Korea Power Celebrity | 15     |
| Forbes  | 2012 | Korea Power Celebrity | 31     |